# Владимир (Романюк)
Влади́мир (укр. Володимир, в миру Васи́лий Емелья́нович Романю́к, укр. Василь Омелянович Романюк; 9 декабря 1923, село Химчин, Косовский повят, Станиславовское воеводство, Польская Республика — 14 июля 1995, Киев, Украина) — украинский религиозный деятель, епископ Украинской православной церкви Киевского патриархата, в 1993—1995 годах её предстоятель с титулом Патриарх Киевский и всея Руси-Украины.

## Биография
Родился в греко-католической семье в селе Химчин Косовского повета (теперь Ивано-Франковской области).
Впервые осуждён в 20 лет — за принадлежность к Организации украинских националистов (ОУН). В сентябре 1944 года приговорён Военным трибуналом НКВД Станиславской (ныне Ивано-Франковской) области к 20 годам лишения свободы в исправительно-трудовых лагерях. Срок снизили до 10 лет. Наказание отбывал в Кустоливской сельскохозяйственной колонии № 17 Полтавской области.
В 1946 году в лагере осуждён за «антисоветскую агитацию и пропаганду». Наказание отбывал в Магаданской области.

### В юрисдикции Русской православной церкви и второй арест
После выхода на свободу женился. В 1959 году окончил Высшие богословские курсы в Ивано-Франковске. Учился в Московской духовной семинарии.
С 1964 до 1972 года — священник в приходах Ивано-Франковской и Коломыйской епархии Русской православной церкви.
Выступил в защиту арестованного историка Валентина Мороза (1 июня 1970 года), вследствие чего была распущена церковная община села Космач Косовского района, и Романюку запретили проводить службы.
В январе 1972 года арестован, в июле осуждён по ст. 62 ч. 2 Уголовного кодекса УССР («антисоветская агитация и пропаганда») на семь лет лагерей особо строгого режима и три года ссылки; признан особо опасным рецидивистом. Наказание отбывал в лагере ЖХ-389/1-8 (село Сосновка в Мордовии). Участвовал в голодовках в дни политзаключённых и прав человека, в дни начала репрессий на Украине и других акциях протеста.
1 июля 1976 года отказался от советского гражданства.

### Украинская автокефальная православная церковь
В 1976 во время пребывания в ссылке задекларировал свою принадлежность к Украинской автокефальной православной церкви (УАПЦ).
За некий недостойный поступок, совершённый им в лагере, основная масса диссидентов отвернулась от Романюка. Инициатором травли Романюка в заключении являлся униатский экстремист Иван Гель.
С ноября 1979 года — член Украинской хельсинкской группы.
В 1984 году епископ Украинской православной церкви в Америке Андрей (Кущак) якобы по благословению патриарха Константинопольского Димитрия наградил Романюка высшим священническим отличием — митрой.
В 1987—1990 годах Романюк жил в Канаде и пребывал священником в юрисдикции неканонической Украинской православной церкви в Канаде, возглавляемой Василием Федаком. В 1987 году выступал с лекциями перед христианскими украинскими и англоязычными общинами Канады, США и Англии.
После возвращения на Украину 28 апреля 1990 года был пострижен в монашество с именем Владимир и возведён в сан архимандрита, а на следующий день рукоположён в сан епископа с титулом епископа Ужгородского и Виноградовского.
Выступал за создание независимой Украинской православной церкви с центром в Киеве, возвышенной до статуса патриархата.
С 1991 года возглавлял миссионерский отдел Патриархии УАПЦ, исполнял обязанности викария Киевской епархии с титулом архиепископа Белоцерковского.
17 октября 1992 года указом Мстислава (Скрипника) Антоний (Масендич) и Владимир (Романюк) за «самовольное вхождение в общие деяния с бывшим митрополитом Филаретом» и принятие от него «архиерейского переосвящения» отлучены от УАПЦ.

### Деятельность в Украинской православной церкви (Киевского патриархата)
Стал одним из основателей Киевского патриархата (УПЦ КП) в июне 1992 года.
17 февраля 1993 года назначен архиепископом Львовским и Сокальским.
После смерти Мстислава (Скрипника) возник вопрос о его преемнике. Несмотря на поддержку депутатов и председателя Совета по делам религий Украины Зинченко, Филарет (Денисенко) не смог стать «местоблюстителем». Антоний (Масендич) тогда заявил Филарету, что это будет чревато выходом из УПЦ КП галицких епархий, которые не хотят иметь Филарета «патриархом», и последний согласился на избрание «местоблюстителем» Владимира (Романюка), что и произошло 14 июня 1993 года.
21 октября 1993 года на «Всеукраинском православном соборе» Владимир избран патриархом вопреки попыткам ряда деятелей протащить в «первоиерархи» Филарета (Денисенко). По словам епископа Антония (Масендича), на «соборе» народные избранники вели себя столь же нагло, как и в Верховной раде: встав у двух микрофонов подобно тому, как они делали это в парламенте, Поровский и Червоний требовали избрания Филарета «патриархом». Столь же активно на «соборе» вела себя и грекокатоличка Скорик, также поддержавшая кандидатуру Филарета. Интронизация состоялась 24 октября в киевском Софийском соборе. Филарет остался «Блаженнейшим митрополитом Киевским» и «заместителем патриарха Киевского и всея Руси-Украины».
Выступал с многочисленными проповедями и статьями на богословскую, политическую и государственную тематику. В своих проповедях подчёркивал «ущербность РПЦ» и «недопустимость её существования на украинских землях».

### Конфликт с Филаретом и загадочная смерть
Последние месяцы жизни Владимир (Романюк) провёл в постоянном напряжении. Ему регулярно угрожали неизвестные. Незадолго до смерти Романюк обратился в Управление по борьбе с организованной преступностью с заявлением, в котором просил защиты от своего заместителя Филарета (Денисенко). Там же он указывал на связи Филарета с криминальными кланами Киева и просил помощи в том, чтобы найти церковную кассу УПЦ, присвоенную Филаретом.

Патриарх Владимир (Романюк) в ближайшее время собирался осуществить комплексную проверку финансово-хозяйственной деятельности возглавляемой Филаретом Киевской Епархии. Он просил руководство ГУ МВДУ в городе Киеве оказать помощь в проведении проверки. Особенно Владимира (Романюка) интересовала судьба присвоенной Филаретом кассы Киевского экзархата, в которой, по состоянию на 1990 год, находилось около 3 млрд рублей. По мнению Владимира (Романюка), эти деньги были переведены в свободно конвертируемую валюту и вложены на депозитные счета в банки за пределами Украины— Докладная руководству МВД начальника II-го отдела УБОП в Киеве майора милиции И. Т. Загребельного 25 июля 1995 г.
Вскоре после этого Романюк скончался при загадочных обстоятельствах 14 июля 1995 года. В этот день, около девятнадцати часов, после некоего телефонного звонка патриарх, переодевшись в мирскую одежду, направился из своей резиденции в Ботанический сад Киевского университета. Здесь, в глубине сада, на одной из скамеек, ему была назначена встреча. На скамейке Романюка ожидали две женщины.
Согласно официальной версии, Романюку стало плохо, женщины, присутствовавшие при встрече, в течение двух часов пытались его реанимировать, возможно, при массаже сердца поломали ему рёбра, а также делали ему прямые уколы в сердце (что отмечено в акте судмедэксперта), однако, когда прибыла скорая, «реаниматоры» исчезли. Это был уже четвёртый инфаркт патриарха Владимира: из девятнадцати месяцев своего патриаршества семь он провёл в больнице.
Сразу после смерти Романюка его сын Тарас и ряд экспертов, в том числе Роман Зварич, высказывали мнение о возможности его насильственной смерти. Однако затем эта тема была постепенно закрыта.

### Скандальные похороны
18 июля 1995 года руководство Киевского патриархата приняло решение захоронить Романюка в Софийском соборе — главной православной святыне Киева, где запрещено совершать богослужения. Со стороны правительства погребением занимался вице-премьер-министр Иван Курас, который не предоставил разрешения на захоронение, мотивируя это тем, что собор Святой Софии — историко-архитектурный памятник под охраной ЮНЕСКО и предложил похоронить Романюка на Байковом кладбище. Представители Украинской православной церкви Киевского патриархата сначала согласились на это предложение.
По словам Евгения Марчука, 17 июля Леонид Кучма в присутствии Марчука и одного из руководителей парламента дал команду не допустить похорон патриарха на территории собора Святой Софии, поскольку в то время УПЦ КП «была в немилости у Администрации Президента».
18 июля, в день похорон, президент Украины Леонид Кучма отбыл в Белоруссию, а премьер-министр Украины Евгений Марчук находился в служебной поездке по Киевской области. В это же время, утром, министр внутренних дел Юрий Кравченко доложил об отсутствии каких-либо обострений и подтвердил договорённость о захоронении на Байковом кладбище.
Траурная процессия начала свой путь от Владимирского собора. Дойдя до Владимирской улице, процессия повернула не в сторону Байкового кладбища, где было запланировано захоронение, а налево — в сторону Софии Киевской. По утверждению Евгения Марчука, решение об изменении направления движения принимали Леонид Кравчук и Николай Поровский. На Владимирской улице стоял милицейский кордон, который отказался пропустить процессию, несмотря на призывы церковных деятелей и народных депутатов. В ответ на попытку прорыва представителями УНА-УНСО, духовником которой был Владимир, бойцы «Беркута» применили резиновые дубинки и слезоточивый газ, что, однако, не помогло.
Прорвав границу и дойдя до храма, процессия остановилась у закрытых ворот, заметив в храме значительное скопление милиции. Около 16 часов 30 минут активисты УНА-УНСО начали рыть могилу прямо на тротуаре, ломая асфальт. В 19 часов 20 минут, когда гроб уже был засыпан землёй, бойцы отрядов специального назначения вышли из ворот храма и начали зачищать площадь. По утверждению УНА-УНСО, такую команду отдал первый заместитель начальника ГУ МВД в Киеве Будников. Около 22 часов оцепление милиции было снято, участники процессии смогли засыпать могилу землёй. Задержанных доставили в Шевченковский районный отдел милиции. Могила сохраняется в этом месте до сих пор.
Прокуратура Киева возбудила уголовное дело, расследование которого завершилось в мае 1996 года. Следствие пришло к выводу об отсутствии в действиях работников «Беркута» и Будникова признаков преступления, уголовное дело было закрыто. В организации этих беспорядков левые политические силы обвиняли Филарета (Денисенко).

## Память
- Мемориальная доска Патриарху Владимиру на фасаде Свято-Покровской Подольской церкви в Киеве